# 고학생 갈돕회
고학생갈돕회(苦學生갈돕會), 약칭 갈돕회는 1920년 한국과 일본의 고학생을 중심으로 결성된 상조단체이자, 계몽단체, 사회운동단체이다. 조선고학생갈돕회(朝鮮苦學生갈돕會, 이칭 경성갈돕회) 1920년 6월 21일 결성되었고, 동경고학생갈돕회(東京苦學生갈돕會, 이칭 동경갈돕회)는 1922년 결성되었다. 경성갈돕회는 1920년 7월 13일에 오경선(吳敬善)을 고문으로 추대한다. "서로 도와 아무쪼록 공부를 계속하도록 하자"(조선일보 1920년 12월 12일자)는 취지로 만들어졌고, 갈돕회에서 갈돕은 각각 칼과 톱을 가리킨다는 설과 갈한(추수한) 것을 서로 돕는다는 말에서 따왔다는 설이 있다.

## 갈돕회 활동
갈돕회의 초대회장은 최현(崔玄)이었으며, 부회장은 박희창(朴喜昌), 총무는 최하청(崔河淸), 총재는 이상재가 맡았다.
1921년 《동아일보》에 게재한 광고가 문제되어 외부인사들의 신임을 잃었다. 또 1922~1923년 폭행사건과 유용사건이 일어나 시련을 겪으면서 점차 세력이 약화되었다.
갈돕회의 임원ㆍ회원은 1925년 이전과 1926년 이후가 뚜렷이 구분되는데, 사회주의 계열의 인물이 전자에는 다수지만 후자에는 전무하다. 1920~1945년 갈돕회를 거쳐간 회원은 2,300명을 헤아렸다고 한다. 또 동경과 간도 및 국내 지방에서 ‘갈돕회’가 창립되기도 했다.
갈돕회는 설립 초기 각계각층으로부터 많은 후원을 받았다. 그리고 자체적으로 기금을 마련하기 위해 1921~1922년 전국을 순회하며 강연회를 개최하고 소인극을 공연했다. 그러나 1923년 이후에는 강연회와 소인극이 자취를 감췄다. 회원들은 학비와 식비를 벌기 위해 각종 아르바이트를 해야 했는데, 특히 갈돕만주(갈돕만두)가 유명하여 인기를 끌었다. 하지만 1925년 회원 김성연의 참사 이후 이마저 중단되었다.
1925년 이전 갈돕회는 학생단체ㆍ상조단체이자 잡지를 발간하고 강연회ㆍ소인극을 통해 사회를 비판하는 계몽단체의 역할도 했다. 1926년 이후 갈돕회는 상조단체로서의 활동만 유지되었다. 안재홍ㆍ이인 등의 민족운동가들의 후원도 있었나, 이들이 구금되면서 갈돕회는 유명무실한 상태가 되었다가 해방 이후 1945년 12월 재건되었다.

## 순회공연 및 강연회
갈돕회에서는 고학생을 도우려는 갈돕회순회연극단(갈돕會巡廻演劇團)이 1920년 12월부터 활동하였다. 1921년 하기방학에는 3개의 순회단이 활동했는데, 제1대는 7월 27일부터 9월 3일까지 26개 지역에서, 제2대는 7월 30일부터 8월 25일까지 15개 지역에서, 제3대는 7월 28일부터 8월 31일까지 24개 지역에서 각기 공연하였다. 레퍼토리는 비극 <운명>과 정극(正劇) <빈곤자의 무리> <승리>, 희극 <유언> 등으로 윤백남·이기세 등의 지도를 받고 국내 기성극단의 레퍼토리를 상연하였다.
한편, 일본으로 유학을 떠난 갈돕회 출신의 학생들은 1922년에 동경갈돕회를 조직했다. 그해 여름방학에 두 갈돕회는 다시 전국 순회공연을 떠났다. 경성갈돕회는 7월 23일부터 8월 25일까지 41개 지역에서, 동경갈돕회는 7월 2일부터 8월 9일까지 부산을 출발하여 간도를 거쳐 회령에 이르기까지 각 지역을 돌며 순회공연을 가졌다. 레퍼토리는 학생들의 창작극 위주로, 이규송(李奎宋) 작 비극 <선구자의 보수(報酬)>(2막), 이수창(李壽昌) 작 사회극 <신생의 서광>(2막), 희극 <철권제재(鐵拳制裁)>(2막) 등이 그것이다.
갈돕회에서 1921년 4월 11일부터 13일까지 강연회를 열었다. 연사는 장도빈(張道斌), 최팔용(崔八鏞)), 송진우(宋鎭禹), 박이규(朴珥圭), 강매(姜邁), 김필수(金弼秀) 등이 나왔다.

## 사회의 반응
갈돕회를 돕기 위해 여러 곳에서 원조가 들어왔다. 김활란이 '갈돕만두 소리의 느낌'이란 주제로 강연했고, 1300여원(약 2600여만원)이란 거액이 모금됐다.(조선일보 1921년 6월 12일자) 판소리 명창 이화중선과 대구예기조합 기생들은 경성 우미관에서 "고생하는 갈돕회 청년들을 만분의 일이라도 돕자"(조선일보 1921년 3월 18일자)며 닷새간 공연했고, 무용가 최승희는 1930년 갈돕회 창립 10년을 맞아 자선공연을 가졌다.
서민들은 겨울철 이부자리, 반찬거리라도 부조했다. 그렇게 사회의 크고 작은 도움을 받아가며 공부하는 고학생들의 행렬은 끊임없이 이어졌다. 학생들이 민족의 미래요, 희망이었기 때문이다.

## 기관지
갈돕회 기관지인 《갈돕》 창간호는 1922년 8월 25일에 나왔다. 표지에 조선고학생갈돕회라고 나와 있으며, 조선고학생갈돕회가는 최남선이 썼다.

## 같이 보기
- 극예술협회
- 토월회